# Candelariaceae
Candelariaceae Hakul. – rodzina grzybów z rzędu Candelariales.

## Systematyka
Pozycja w klasyfikacji według Index Fungorum: Candelariaceae, Candelariales, Candelariomycetidae, Candelariomycetes, Pezizomycotina, Ascomycota, Fungi.
Według aktualizowanej klasyfikacji Index Fungorum bazującej na Dictionary of the Fungi rodzina Candelariaceae należy do monotypowego rzędu Candelariales Miądl., Lutzoni & Lumbsch 2007 i zawiera następujące rodzaje:
- Candelaria A. Massal. 1852 – świetlinka
- Candelariella Müll. Arg. 1894
- Candelina Poelt 1974 – liszajecznik
- Candelinella S.Y. Kondr. 2020
- Opeltiella S.Y. Kondr. 2020
- Placomaronea Räsänen 1944
- Protocandelariella Poelt, D. Liu, Hur & S.Y. Kondr. 2020

Nazwy polskie według W. Fałtynowicza.